# The Ascendicate
The Ascendicate ist eine christliche Metalcore-Band aus High Point, North Carolina, Vereinigte Staaten.

## Geschichte
Ehemals bekannt als The 7 Method mussten sich Frontsänger Eric Marlowe und der Schlagzeuger Chris Wheat nach der Auflösung um neues Equipment und neue Mitglieder kümmern. Die neu geformte Band nannte sich fortan The Ascendicate. Die Band nahm im Jahre 2009 bei Solid State Records ihr bis jetzt einziges Album To Die as Kings auf. Wheat verließ im Dezember desselben Jahres die Band, um sich seiner Familie zu widmen. Zur gleichen Zeit wurde Ryan Helm der offizielle Rhythmusgitarrist der Band Demon Hunter, nachdem Don Clark diese Band verlassen hatte. Unklar ist jedoch, ob Helm deswegen offiziell aus der Band The Ascendicate ausgetreten ist.

## Diskografie
- 2009: To Die as Kings (Album, Solid State Records)